# 無為法
無為法（梵語：a-saṃskṛta-dharma或asaṃskṛtā-dharmāḥ），佛教術語，指不會隨因緣而出現、變化及消失的法，即“不生不滅、無來無去、非彼非此”之法，是涅槃的異名，在大乘佛教還中如同佛性、真如、法性，是眾生本自具足的，不依賴於外緣而存在；與有為法共同構成一切法的兩大分類。

## 概論
佛陀在《解深密經》提出，一切法略分爲兩種，一者有為法，一者無為法。這裡的“為”是指依賴於外緣而存在的行為。佛家有云：“萬法因緣生”，萬法即所謂有為法，有為法都是靠因緣而生成、存在，但也因此必有崩壞、消亡，因終有消亡故執著常有即是苦。故《金剛經》云：“一切有為法，如夢幻泡影，如露亦如電，應作如是觀。”而釋迦佛成佛後發現“众生皆有如来智慧德相，只因妄想执着，而不能證得。”即是說六道眾生本來都具足無為法，只是被塵垢蒙蔽包裹，不能發現。因此佛陀所說一切佛法，其實都是為了讓眾生去除塵垢，導歸至無為法的境界，即涅槃寂靜，故涅槃亦爲無為法之異名。在不同部派或宗派中，無為法有不同的理論解釋，分為三無為、四無爲、六無爲、九無為等。

## 說一切有部
說一切有部立三無爲：
1. 虛空無爲（ākāśa-asaṃskṛta）
2. 擇滅無爲（pratisaṃkhyā-nirodha-asaṃskṛta）
3. 非擇滅無爲（a-pratisaṃkhyā-nirodha-asaṃskṛta）

## 唯識宗
在法相唯識宗的理論中，五位百法最前的九十四法，皆是有依賴因緣存在而生、灭、變化的有为法，唯最後六法清淨的无为法。無為法之所以又分立六法，是由於前五种依其原因或作用来判別，唯有最後的“真如無為”是無為法的本體，是法性的本體。所立六種無為法是：
1. 虛空無爲（ākāśa-asaṃskṛta），指真如猶如虛空一般廣博寂靜，可以容納各種色法的空間。
2. 擇滅無爲（pratisaṃkhyā-nirodha-asaṃskṛta），指憑藉無漏智慧的簡擇力，斷滅煩惱證涅槃。
3. 非擇滅無爲（a-pratisaṃkhyā-nirodha-asaṃskṛta），又稱費擇滅、非数灭、非智缘灭，《俱舍論》：“永碍当生，得非择灭，谓能永碍未来法生，得灭，异前，名非择灭。” 不依擇力，僅由缺有為法之自生緣，而畢竟不生，謂之非擇滅無為。擇滅者，聖道所得，非擇滅者，緣缺所得也。
4. 不動無為（āniñjya-asaṃskṛta），又稱不動滅無為，指進入禪定色界四禪，不為苦樂所動亂的境界。
5. 想受滅無為（saṃjñā-vedita-nirodha-asaṃskṛta），又稱想受滅定無為，指進入禪定無色定，一切污染心所和苦樂二受俱滅的的境界。
6. 真如無為（tathatā-asaṃskṛta），即如如性，爲無爲法的本性、本體。